# Пеструшка амурская
Пеструшка амурская, или пеструшка илос, или пеструшка южная оранжевая, (лат. Neptis ilos) — дневная бабочка из семейства нимфалид.

## Описание
Длина переднего крыла: самцов 26—31 мм, самок 31—36 мм. Размах крыльев 50—67 мм. Фоновый цвет крыльев чёрно-бурый. Все пятна и перевязи на крыльях желтого цвета. Центральную ячейку переднего крыла пересекает продольная желтая полоса, слегка расширяющаяся у вершины. Заднее крыло имеет широкую желтую перевязь и размытую охристую полосу в прикраевой области. Рисунок на верхней стороне крыльев не сильно контрастный, некоторые пятна имеют размытые границы. Светлые пятна у центра переднего края переднего крыла слабо просматриваются, у заднего края заднего крыла вовсе отсутствует желтоватое напыление. Половой диморфизм не выражен — самка по окраске и рисунку не отличается от самца. Однако, самка крупнее, с более широкими крыльями.
Нижняя сторона крыльев крыльев яркая, контрастная. На заднем крыле прикорневой голубовато-серый мазок цельный. Дополнительные пятна под ним, и в верхней части широкой срединной перевязи отсутствуют (во второй ячейке от переднего края).

## Ареал
Дальний Восток России, Китай, Тайвань, Корейский полуостров.

## Биология
Развивается за год в одном поколении. Время лёта с середины июля по конец августа. Бабочки встречаются в широколиственных и смешанных лесах. Встречаются нередко. Гусеница зимует.